# Live by Night
Cet article concerne le film. Pour le roman de Dennis Lehane, voir Ils vivent la nuit.
Ne pas confondre avec Les Amants de la nuit (They Live by Night).
Pour plus de détails, voir Fiche technique et Distribution.
Live by Night ou Ils vivent la nuit au Québec est un film américain écrit, produit et réalisé par Ben Affleck, sorti en 2016.
Il s'agit d'une adaptation du roman policier historique Ils vivent la nuit de Dennis Lehane, publié en 2012. Le film met en scène Ben Affleck dans le rôle d'un bootlegger de Boston qui s'installe à Ybor City dans les années 1920-1930.
Contrairement aux précédents longs métrages du réalisateur, Live by Night reçoit des critiques globalement négatives. C'est par ailleurs un échec au box-office.

## Synopsis
À Boston en 1926, malgré la Prohibition, l'alcool coule à flots dans les speakeasies. Joe, le plus jeune fils du commissaire adjoint Thomas Coughlin d'origine irlandaise, revient de la guerre. Après les horreurs qu'il a vécues au front, Joe est déterminé à ne plus recevoir d'ordres de personne et à se faire une place au sein de la pègre. Il tombe dans la criminalité et braque le bar clandestin du caïd irlandais de la ville de Boston, Albert White. Pire encore, il séduit la maîtresse de ce dernier : Emma Gould. La vengeance de White ne se fait pas attendre. Joe échappe de peu à son exécution par les sbires du caïd, mais il est emprisonné pour son dernier casse qui a mal tourné. Derrière les barreaux, il réfléchit à sa situation et à son avenir. À sa sortie il passe un pacte avec le vieil ennemi et concurrent de White, le parrain italien Maso Pescatore, qui lui confie un secteur en Floride proche de Tampa, non loin de Miami, où White, que Joe poursuit de sa vengeance, est installé. En travaillant avec les trafiquants cubains, Esteban Suarez et sa sœur Graziela, sa « carrière » va prendre son envol dans la contrebande d'un grand cru de rhum.

## Fiche technique
- Titre original et français : Live by Night
- Titre québécois : Ils vivent la nuit
- Réalisation et scénario : Ben Affleck, d'après Ils vivent la nuit (Live by Night) de Dennis Lehane
- Musique : Harry Gregson-Williams
- Direction artistique : Christa Munro
- Décors : Jess Gonchor
- Costumes : Jacqueline West
- Photographie : Robert Richardson
- Montage : William Goldenberg
- Production : Ben Affleck, Leonardo DiCaprio, Jennifer Davisson Killoran et Jennifer Todd
- Production déléguée : Chris Brigham et Chay Carter
- Sociétés de production : Appian Way, Pearl Street Films et RatPac-Dune Entertainment
- Sociétés de distribution : Warner Bros. (États-Unis) ; Warner Bros. France (France)
- Pays de production :  États-Unis
- Langue originale : anglais
- Budget : 65 millions de dollars[réf. nécessaire]
- Format : couleur - 2,35:1 - numérique - son Dolby Atmos
- Genre : film de gangsters, thriller, action, drame historique
- Durée : 129 minutes
- Dates de sortie[1] :
  - Canada, États-Unis : 13 janvier 2017
  - Belgique, France : 18 janvier 2017
- Classification :
  - États-Unis : R - Restricted, interdit aux moins de 17 ans
  - France : avertissement

## Distribution
- Ben Affleck (VF : Boris Rehlinger ; VQ : Pierre Auger) : Joe Coughlin
- Zoe Saldaña (VF : Ingrid Donnadieu ; VQ : Marie-Evelyne Lessard) : Graciella Suarez
- Elle Fanning (VF : Fanny Bloc ; VQ : Juliette Mondoux) : Loretta Figgis
- Remo Girone (en) (VF : lui-même ; VQ : Manuel Tadros) : Maso Pescatore
- Brendan Gleeson (VF : Patrick Béthune ; VQ : Marc Bellier) : Thomas Coughlin
- Robert Glenister (VF : Philippe Peythieu ; VQ : Jean-Luc Montminy) : Albert White
- Matthew Maher (en) (VF : Patrice Dozier ; VQ : Claude Gagnon (acteur)) : RD Pruitt
- Chris Messina (VF : Laurent Morteau ; VQ : Antoine Durand) : Dion Bartolo
- Sienna Miller (VF : Céline Mauge ; VQ : Catherine Proulx-Lemay) : Emma Gould
- Miguel (VF : Emmanuel Garijo ; VQ : Maël Davan-Soulas) : Esteban Suarez
- Chris Cooper (VF : François-Éric Gendron ; VQ : Sébastien Dhavernas) : le shérif Irving Figgis
- Titus Welliver : Tim Hickey
- Max Casella (VF : Olivier Brun) : Digger Pescatore
- J. D. Evermore (VF : Loic Houdré) : Virgil Beauregard
- Clark Gregg (VF : Emmanuel Lemire) : Calvin Bondurant
- Anthony Michael Hall (VF : Pascal Germain) : Gary Smith
- Chris Sullivan (VF : Jean-Jacques Nervest) : Brendan Loomis
- Benjamin Ciaramello : Paulo Bartolo
- Derek Mears : Donnie Gishler
- Peter Arpesella (VF : Jean-Alain Velardo) : Gino Valocco
- Anthony Palermo (VF : Nicolas Justamon) : Fausto Scarfone
- Gianfranco Terrin (en) : Carmine Parone
- Christian Clemenson (VF : Laurent Montel) : l'investisseur du Ritz

 Source et légende : version française (VF) sur RS Doublage et selon le carton du doublage français sur le DVD zone 2.
 Source et légende : version québécoise (VQ) sur Doublage.qc.ca

## Production

### Genèse et développement
Dès 2012, Ben Affleck est annoncé comme réalisateur de l'adaptation cinématographique de Ils vivent la nuit (Live by Night) de Dennis Lehane. Il avait déjà adapté un roman de l'auteur pour son premier long métrage, Gone Baby Gone (2007).

### Attribution des rôles
Ben Affleck dirige à nouveau Chris Messina après Argo. Il retrouve également Chris Cooper après The Town. Titus Welliver a quant à lui participé à tous les longs métrages réalisés par Ben Affleck : Gone Baby Gone, The Town et Argo.

### Tournage
Le tournage débute le 28 octobre 2015. Il a eu lieu à Boston, à Savannah et à Brunswick.

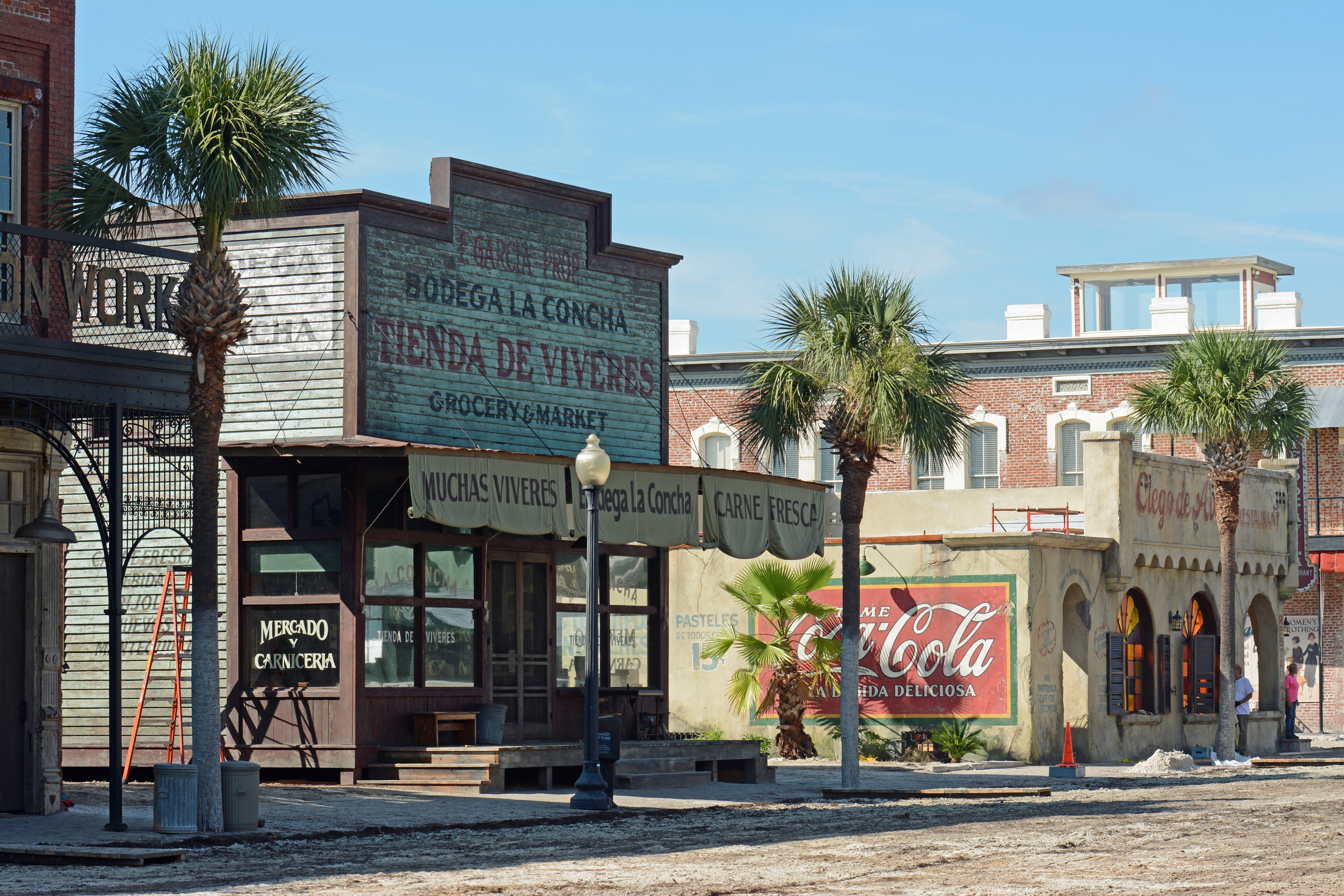
Plateau à Brunswick
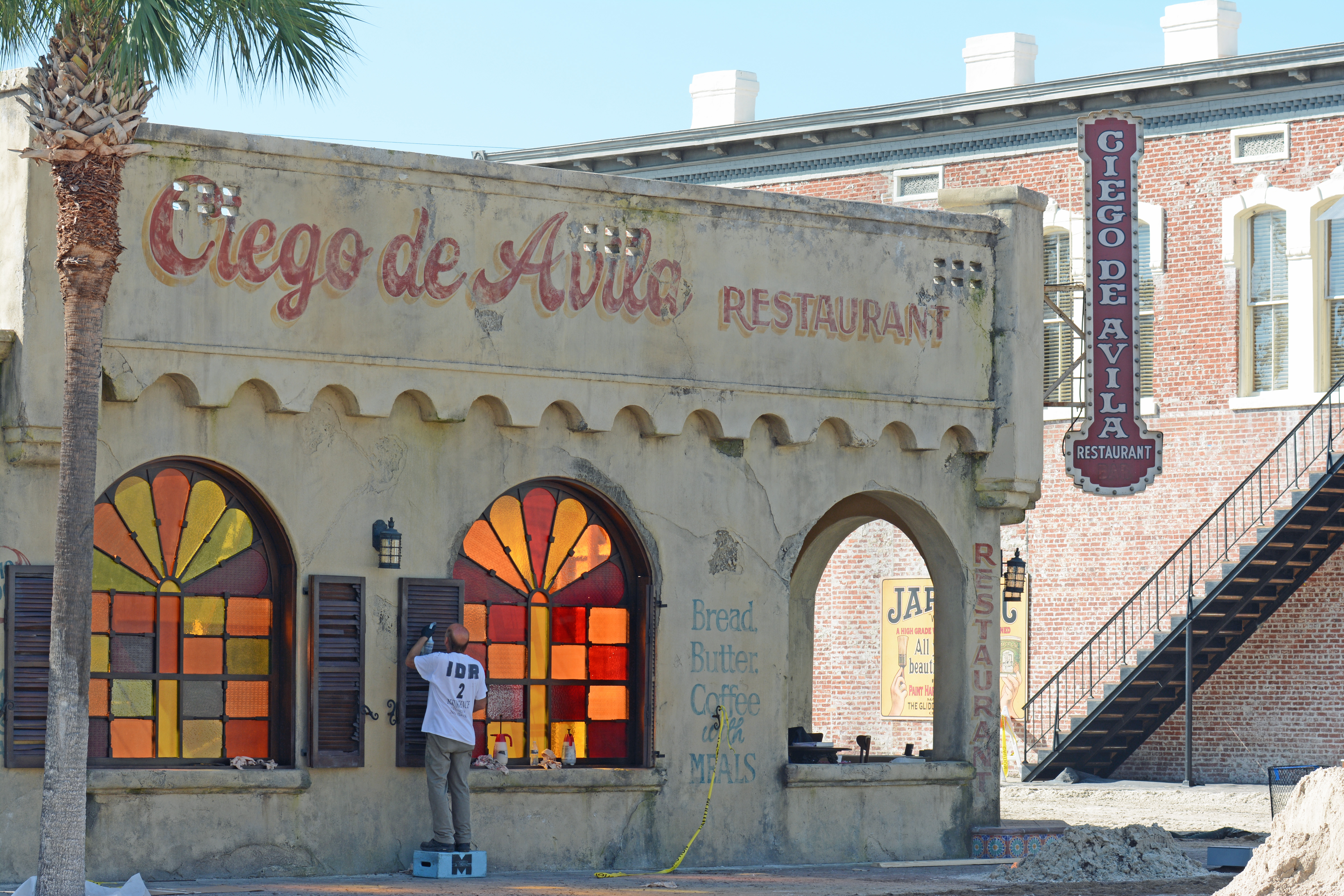
Plateau à Brunswick
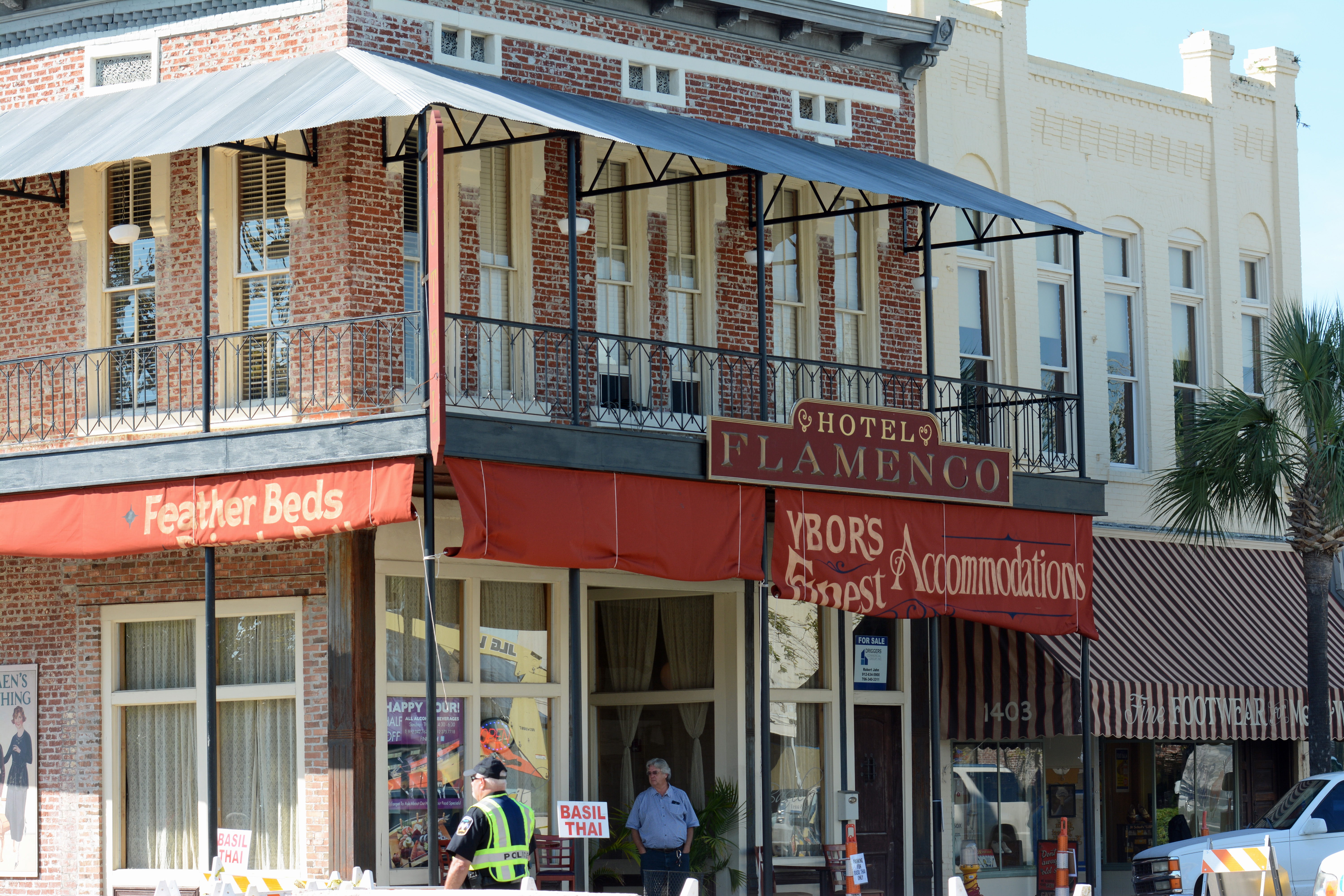
Plateau à Brunswick
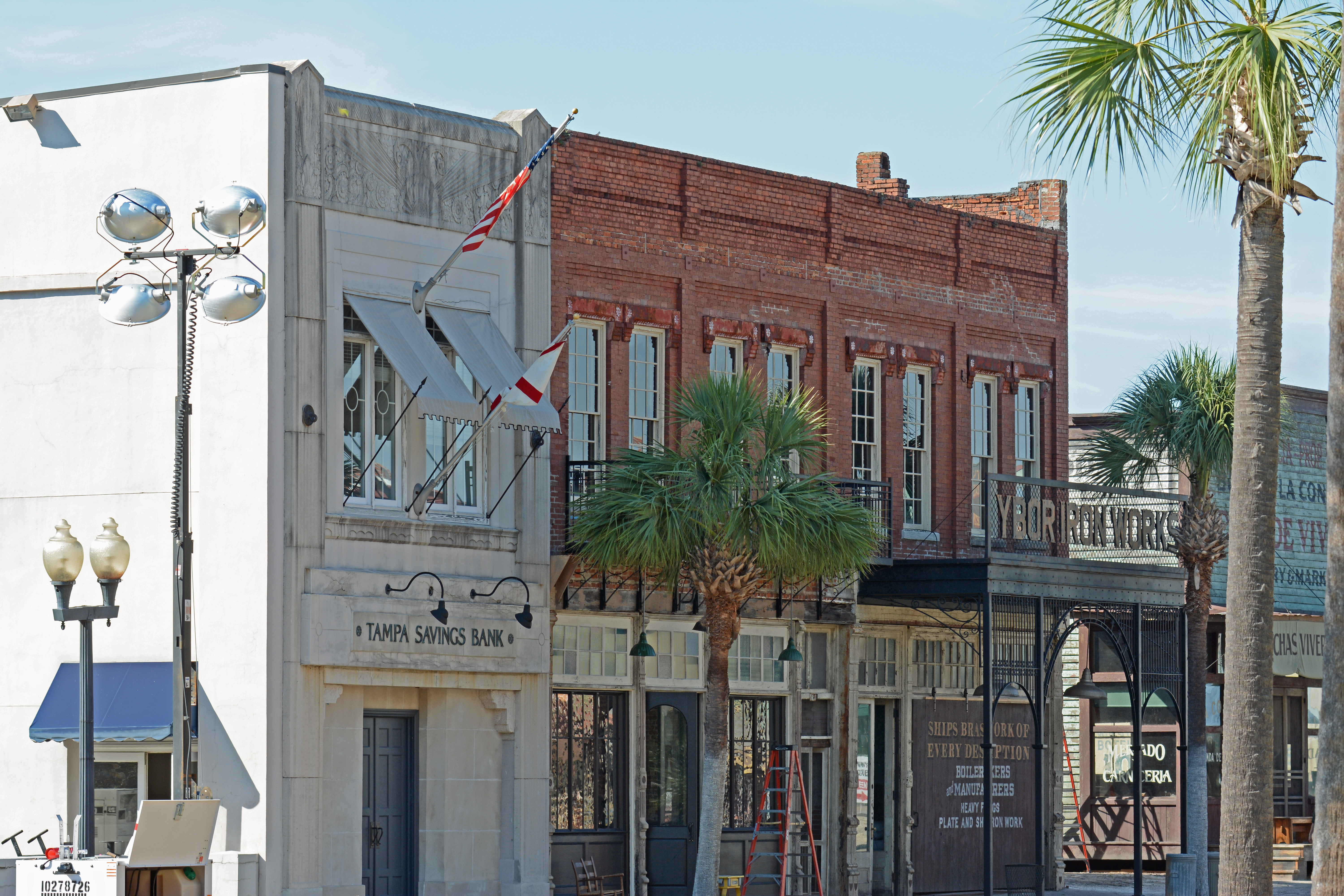
Plateau à Brunswick

### Musique
La musique du film est composée par Harry Gregson-Williams. Il avait déjà collaboré aux deux premiers films de Ben Affleck, Gone Baby Gone (2007) et The Town (2010).
Liste des titres de l'album
1. Joe Coughlin - 2:59
2. Albert's Girl - 2:44
3. The Getaway - 3:04
4. Aftermath - 2:54
5. Ybor City - 1:00
6. Three Years, Four Months - 2:56
7. The Distillery - 2:27
8. Graciela - 0:57
9. Live Like Kings - 1:16
10. Loretta Figgis - 3:42
11. Uncovering the Klan 	Harry Gregson-Williams 	3:03
12. Beatings, Bombings, And Murders - 1:00
13. One Day - 1:07
14. End of Prohibition - 2:02
15. One Final Stand - 2:23
16. How Cheap Is Your Virtue? - 3:27
17. Dion Takes Over - 2:12
18. I'm Free, Joseph - 2:27
19. This Is Heaven - 3:55
20. Moonshine (interprété par Foy Vance avec Kacey Musgraves) - 3:31

Autres chansons présentes dans le film
- Sugartime, écrit par Odis « Pop » Echols et Charlie Phillips
- Serrana, écrit par Jesus A. Perez-Alvarez, interprété par Jesus « El niño » Alejandro et Ariel Betancourt
- Moonglow, écrit par Edgar De Lange, Will Hudson et Irving Mills, interprété par Artie Shaw & His Orchestra
- We'll Understand It Better By And By (traditionnel), interprété par Herb Pedersen, Patrick Sauber et Willie Watson
- Mi Guajira Tiene Montuno, écrit par Jesus « El niño » Alejandro, interprété par Ariel Betancourt
- La Guajira (Rumba) (traditionnel), interprété par Don Azpiazú & His Orchestra
- Arsonist's Lullaby, écrit et interprété par Hozier

## Sortie et accueil

### Critique
Le film reçoit des critiques globalement négatives. Sur le site d'agrégation de critiques américain Rotten Tomatoes, le film obtient que 35% d'avis favorables, pour 239 critiques et une note moyenne de 5,2⁄10. Le consensus suivant résumé les avis collectés : « Live by Night possède un style visuel et un casting impressionnant, mais ils sont perdus dans une potentielle saga policière dans laquelle le producteur, réalisateur et star Ben Affleck revisite des thèmes familiers avec un effet décroissant. » Sur le site Metacritic, qui utilise une moyenne pondérée, le film obtient la note de 49⁄100 pour 43 critiques.
En France, le site Allociné propose une note moyenne de 2,9⁄5 basée sur 29 titres de presse.

### Box-office
Avec seulement 22 millions de dollars récoltés au box-office dans le monde, le film est un flop commercial.
| Pays ou région | Box-office      | Date d'arrêt du box-office | Nombre de semaines |
| -------------- | --------------- | -------------------------- | ------------------ |
| États-Unis     | 10 378 555 $    | 9 mars 2017                | 10                 |
| France         | 241 014 entrées | 28 février 2017            | 6                  |
| Mondial        | 22 278 555 $    | 9 mars 2017                | 10                 |